# Tadeusz-Kościuszko-Denkmal (Krakau)

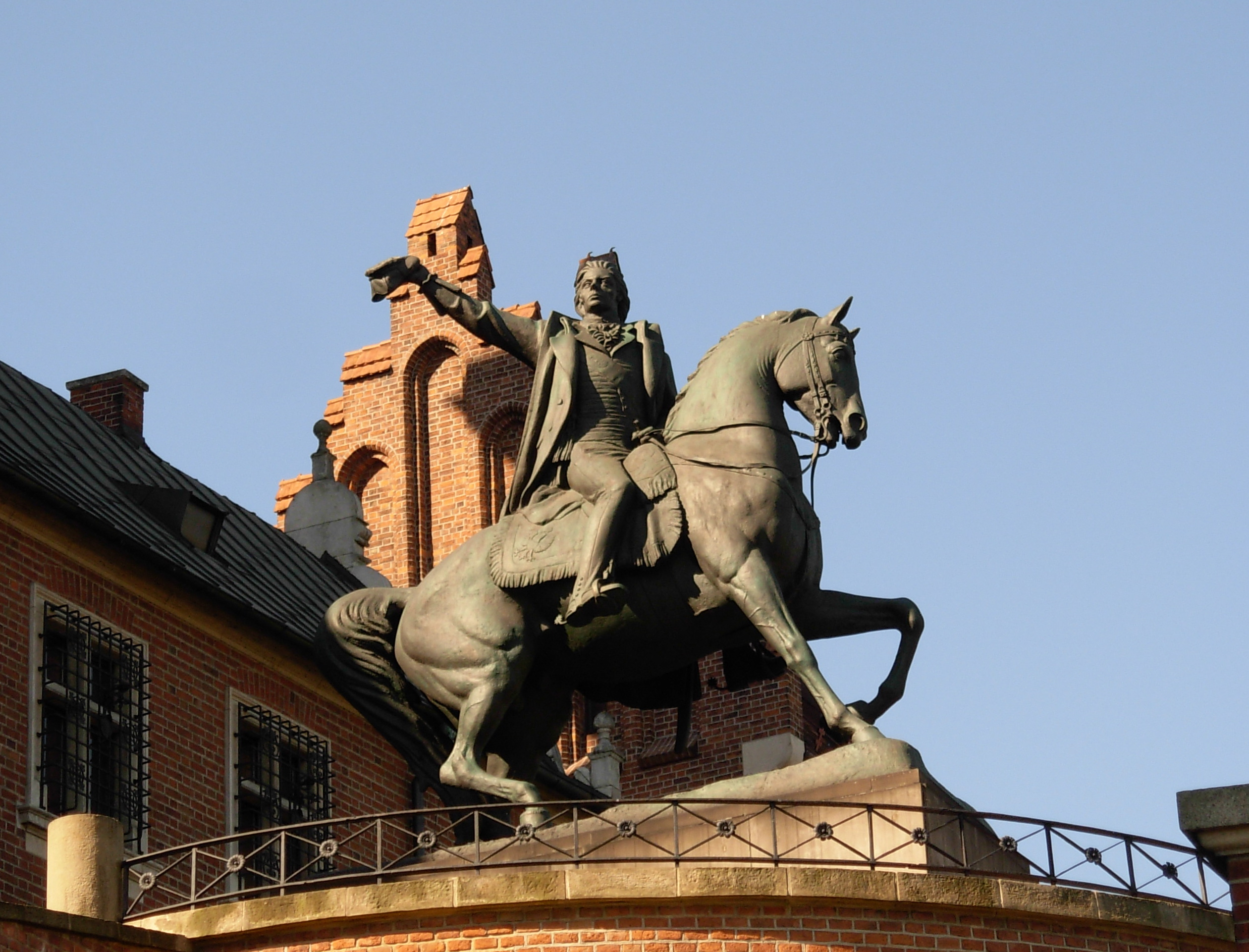
Tadeusz-Kościuszko-Denkmal

Das Tadeusz-Kościuszko-Denkmal (polnisch Pomnik Tadeusza Kościuszki) in Krakau steht auf der Bastion Władysława IV. des Wawel-Hügels.  

## Geschichte
Das Denkmal von den Lemberger Künstlern Leonard Marconi und Antoni Popiel wurde im Jahr 1900 geschaffen. An den Arbeiten war auch Giovani Giovanetti beteiligt, nachdem Marconi verstorben war. Es sollte zunächst auf dem Krakauer Marktplatz aufgestellt werden, an der Stelle, an der Tadeusz Kościuszko 1794 den Eid geleistet hatte. Da die österreichische Verwaltung von Galizien hierfür keine Erlaubnis erteilte, blieb das fertige Denkmal bis 1921 unter Verschluss. Nach dem Ersten Weltkrieg wurde es 1921 auf der Bastion Władysława IV. des Wawel-Hügels aufgestellt. Während des Zweiten Weltkriegs wurde es von der deutschen Besatzungsmacht 1940 zerstört. 1960 schuf die Stadt Dresden eine Kopie des Denkmals und schenkte sie der Stadt Krakau. Seither steht das Denkmal wieder an seinem alten Platz beim Eingang zum Wawel. Eine weitere Kopie wurde 1978 der Stadt Detroit geschenkt.